# 김대기 (1956년)
김대기(金大棋, 1956년 11월 16일~)는 대한민국의 정무직 공무원이다. 윤석열 정부 대통령 비서실장을 역임했다. 2024년 10월, 제15대 주중대사에 내정되었다.

## 학력
- 경기고등학교 졸업[2]
- 서울대학교 경제학 학사[2]
- 서울대학교 행정대학원 행정학 석사[2]
- 펜실베이니아대학교 와튼스쿨 경영학 석사[2]

## 생애
1956년 11월 16일, 경주 김씨 집안에서 태어났다. 경기고등학교와 서울대학교 경제학과를 나왔고, 미국 펜실베이니아 대학교 와튼스쿨에서 경영학 석사학위를 취득했다. 제22회 행정고등고시에 합격하여 기획예산처 예산실과 행정예산국, 대통령비서실 경제정책비서관, 기획예산처 재정운용실, 통계청 등에서 근무했다.
노무현 정부 시절 청와대 경제정책비서관, 기획예산처 재정운용실장을, 이명박 정부 시절 통계청장(2008년 3월~2009년 4월), 문화체육관광부 제2차관(2009년 4월~2010년 8월), 청와대 경제수석(2011년 2월~2013년 2월), 정책실장(2012년 8월~2013년 2월) 등을 역임하였다. 2022년 5월부터 2023년 12월까지 윤석열 정부의 초대 대통령 비서실장을 역임하였다.
2024년 10월, 주중대사에 내정되었다. 그는 중국어에 능통한 것으로 알려졌다.

## 경력
- 1978: 제22회 행정고등고시 합격
- 경제기획원 물가정책국 물가총괄과 근무
- 경제기획원 물가정책국 국민생활과 근무
- 경제기획원 경제기획국 동향분석과 근무
- 기획예산처 예산실 예산기준과장
- 기획예산처 행정예산국 행정문화예산과장
- 2002: 기획예산처 예산실 사회예산심의관실 국방예산과장
- 정부개혁실 개혁기획팀장
- 2004.03~2006.06: 기획예산처 예산실 사회예산심의관
- 2005: 기획예산처 예산실 예산총괄심의관
- 기획예산처 재정운용기획관
- 2006.06~2007.05: 대통령비서실 경제정책비서관
- 2007.05~2008.03: 기획예산처 재정운용실장
- 2008.03~2009.04: 제11대 통계청 청장
- 2009.04~2010.08: 제2대 문화체육관광부 2차관
- 2011.02~2013.02: 대통령실 경제수석비서관
- 2012.08~2013.02: 대통령실 정책실장
- 2015.03~2018.03: SK이노베이션 사외이사
- SK이노베이션  감사위원회 대표감사위원
- SK이노베이션 전략위원회 위원
- SK이노베이션 투명경영위원회 위원
- SK이노베이션 사외이사후보추천위원회 위원
- 2015.03~2018.03: 두산인프라코어 사외이사
- 두산인프라코어 내부거래위원회 위원장
- 2019.03~2022.04: 두산중공업 사외이사
- 두산중공업 사외이사후보추천위원회 위원장
- 두산중공업 감사위원
- 두산중공업 내부거래위원회 위원
- 2022.05~2023.12: 제38대 대통령비서실장
- 국민경제자문회의 당연직위원
- 주중국 대한민국 대사 내정자